# میچیوشی دوی
میچیوشی دوی (انگلیسی: Michiyoshi Doi; ۹ دسامبر ۱۹۲۶ – ۱۶ مارس ۱۹۷۵) کارگردان فیلم، و فیلم‌نامه‌نویس اهل ژاپن بود.